# Achille Rouga
Achille Rouga (Parakou, 10 de junho de 1987) é um futebolista beninense que atua como defensor.

## Carreira
Achille Rouga representou o elenco da Seleção Beninense de Futebol no Campeonato Africano das Nações de 2008.